# Anders Svärd
Anders Svärd, född 26 maj 1939 i Kumla, är en svensk politiker (centerpartist), som var riksdagsledamot 1982–1985 och 1988–1998.

## Biografi
Anders Svärd är till yrket vägmästare och innan han invaldes i riksdagen var han kommunalråd i Kumla kommun.
Svärd valdes in i riksdagen 1982 och kom att vara riksdagsledamot mandatperioden 1982–1985 och sedan åter 1988–1998. I riksdagen var han ledamot av justitieutskottet 1988–1991, Nordiska rådets svenska delegation 1991–1994 och försvarsutskottet 1994–1998, samt suppleant i olika perioder i försvarsutskottet, justitieutskottet, sammansatta utrikes- och försvarsutskottet, trafikutskottet och valberedningen.
Han var ledamot av Försvarsberedningen sedan 1998 samt i Försvarets Underrättelsenämnd till 30 juni 2009, som utövade parlamentarisk kontroll över Sveriges militära underrättelseverksamhet.
Svärd var under lång tid ledamot i kyrkomötet och i Svenska kyrkans centralstyrelse. Han var under olika perioder vice ordförande i dessa organ. När Centerpartiet ändrade linje och blev positivt till nya relationer mellan Svenska kyrkan och staten hade Svärd en viktig roll när det gällde utformningen av Svenska kyrkans nya arbetsvillkor.[källa behövs]
Han är farfar till den moderata politikern Oskar Svärd.